# Brunneria shastana
Brunneria shastana är en insektsart som först beskrevs av Scudder, S.H. 1880.  Brunneria shastana ingår i släktet Brunneria och familjen gräshoppor. Inga underarter finns listade i Catalogue of Life.